# Prix de la fiancée
Cet article court présente un sujet plus développé dans : Dot et Lobola.

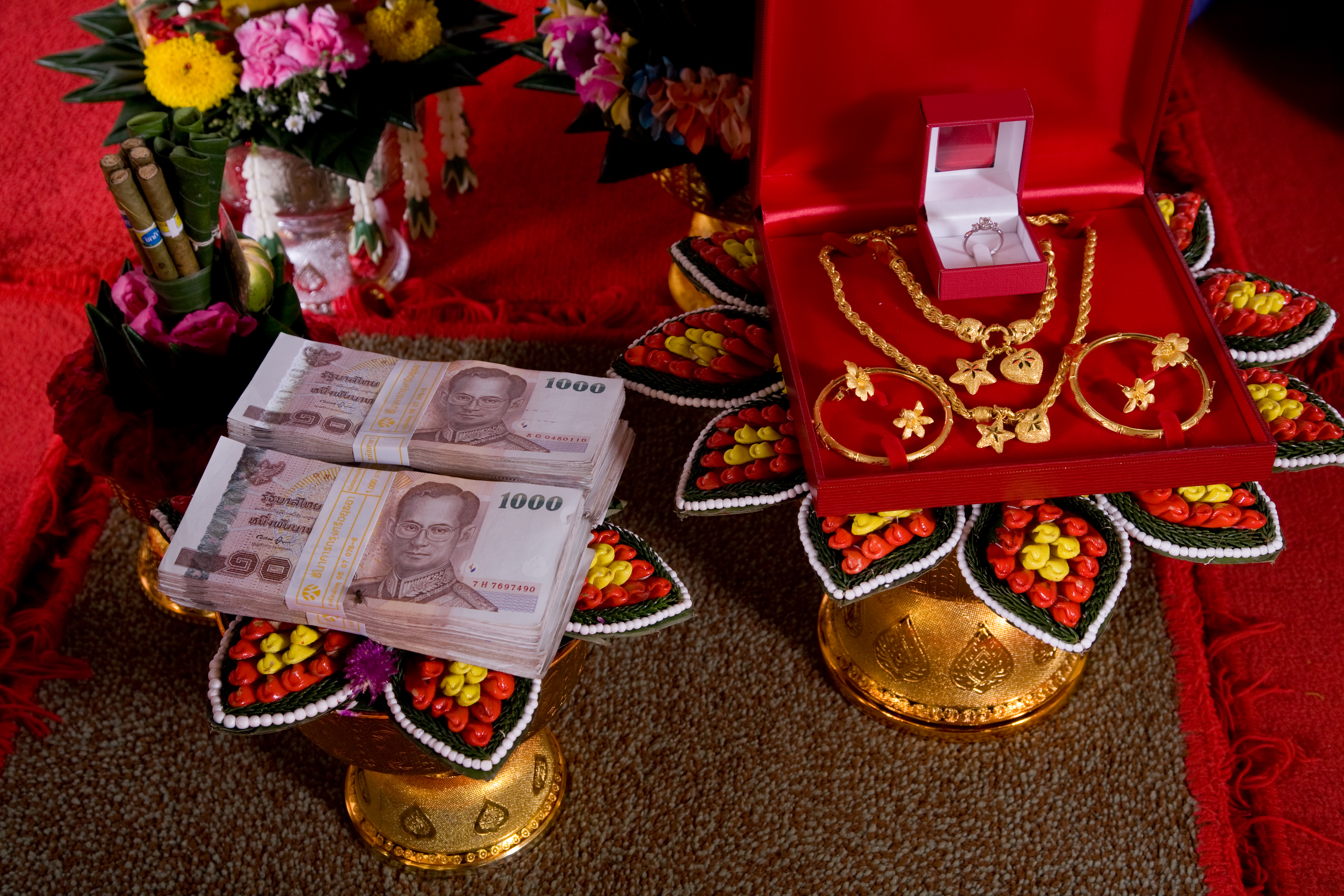
Présentation traditionnelle et formelle du prix de la mariée lors d'une cérémonie de fiançailles en Thaïlande.

En anthropologie, le prix de la fiancée est un don fait à la famille de l’épouse à l'occasion des fiançailles, avant le mariage.
En Afghanistan il se nomme šīrbahā (littéralement "prix du lait") et se donne avant le mariage, en plus de la dot, qui elle est donnée après le mariage.
Le "prix de la fiancée" existe aussi en Inde. Il s'appelle, en sanskrit, śulka- (शुल्क). Chez certaines populations rurales indiennes, le prix de la fiancée est souvent dérisoire, tandis que la dot est très chère. C'est aussi le cas dans certaines régions d'Afghanistan, où il est minime. Véronique Bénéï considère le prix de la fiancée en Inde comme remontant au modèle de mariage dit asura de l'Inde ancienne.
Nommé Lobola en zoulou, il se distingue du douaire, qui est un droit de la veuve sur une partie des biens de son mari décédé, et de la dot, qui est pour l’anthropologie un don apporté par la famille de l’épouse au ménage. Au Cameroun, le "prix de la fiancée" doit être payé entièrement pour que la fiancée puisse être considérée comme telle. Sans le paiement complet du prix de la fiancée, ni le mariage, ni les fiançailles ne sont valides.